# Harry Potter a prokleté dítě
Harry Potter a prokleté dítě (v originále Harry Potter and the Cursed Child) je název divadelní hry Jacka Thorna na námět, který napsal spolu s britskou autorkou J. K. Rowlingovou a režisérem Johnem Tiffanym. Premiéru měla 30. července 2016 v londýnském Palace Theatre ve West Endu. Scénář byl také knižně vydán, v České republice byl překlad vydán 20. září 2016. Jde v podstatě o pokračování série knih o Harrym Potterovi.
Samotná hra je rozdělena na dva díly, knižní vydání vychází v jednom svazku.

## Anotace
„Nikdy nebylo snadné být Harrym Potterem a teď to není o nic snazší, když je Harry přepracovaným zaměstnancem Ministerstva kouzel, manželem a otcem tří dětí ve školním věku. Zatímco Harry bojuje s minulostí, která odmítá minulostí zůstat, jeho nejmladší syn Albus je poznamenán tíhou jeho odkazu, který vlastně nikdy nechtěl. Když se minulost a současnost zlověstně sváří, otec, stejně jako jeho syn poznají nepříjemnou pravdu: někdy temnota přichází z nečekaných míst“.

## Děj a postavy
Velmi očekávaná hra vyvolala mezi příznivci této knižní série mnohé spekulace. Diskutovalo se o zasazení děje vzhledem k původním příběhům. Spekulovalo se o tzv. prequelu (tzn. že by děj předcházel původní příběh), jedná se ovšem o sequel (děj bude navazovat na předchozí příběh), který se odehrává 19 let po skončení posledního dílu (Harry Potter a relikvie smrti).
Mezi hlavními postavami je nejen Harry Potter, coby zaměstnanec ministerstva kouzel, Ron a Hermiona, ale také Harryho tři děti, především Albus Severus Potter. Ten se vyskytuje už v epilogu sedmé knihy Harry Potter a relikvie smrti.
Ve hře vystupuje i dcera Rona a Hermiony, Rose. Dále například i Draco Malfoy a jeho syn Scorpius. Objeví se tam i tajemná osoba jménem Delphi, která otřese celým dějem.

## Zajímavosti
Hra byla ohlášena 26. června 2016, osmnáct let po vydání první knihy o Harrym Potterovi (Harry Potter a Kámen mudrců).

## Obsazení
| Postava                 | Obsazení na West Endu |
| ----------------------- | --------------------- |
| Harry Potter            | Jamie Parker          |
| Ron Weasley             | Paul Thornley         |
| Hermiona Grangerová     | Noma Dumezweni        |
| Ginny Potterová         | Poppy Miller          |
| Draco Malfoy            | Alex Price            |
| Scorpius Malfoy         | Anthony Boyle         |
| Albus Severus Potter    | Sam Clemmett          |
| Rose Granger-Weasleyová | Cherrelle Skeete      |

U fanoušků vyvolalo pozdvižení obsazení herečky černé pleti Nomy Dumezweni v roli Hermiony Grangerové.